# Praza.gal
Praza.gal (conocido anteriormente como Praza Pública) es un periódico digital en gallego, que empezó a editarse el 1 de febrero de 2012. Es propiedad de la Fundación Praza Pública. Fue presentado el 31 de enero de 2012 en el Museo del Pueblo Gallego en Santiago de Compostela, exponiendo en ese acto la base de su línea editorial y la transparencia, tanto en la gestión económica como en la informativa.

## Diseño

Logo conmemorativo del décimo aniversario.

Desde el inicio del proyecto, el diseño de la web corre a cargo de la empresa gallega A Navalla Suíza. En diciembre de 2018 se reformuló en profundidad su diseño, con la creación de un área privada para los socios y socias de la publicación, así como se dotó de ediciones locales de las siete ciudades más importantes de Galicia: La Coruña, Ferrol, Lugo, Ourense, Pontevedra, Santiago y Vigo. Además, también nació desde su plataforma la revista digital Vinte.
Con motivo de su décimo aniversario, en 2022, cambió su cabecera con un nuevo logo de la publicación alusivo a la fecha: Praza10.

## Áreas
La publicación se divide en 9 áreas o secciones: Política, Deportes, Ciencia e tecnoloxía, Acontece, Cultura, Lecer, Mundo, Economía y Movementos sociais. De cada área hay un responsable o editor.